# Taiwanische Badmintonmeisterschaft 1999
Die Taiwanische Badmintonmeisterschaft der Saison 1998/1999 war die 44. Auflage der nationalen Titelkämpfe von Taiwan im Badminton. Die Meisterschaft fand Anfang November 1998 statt.

## Titelträger
| Disziplin    | Sieger                        |
| ------------ | ----------------------------- |
| Herreneinzel | Fung Permadi                  |
| Dameneinzel  | Huang Chia-chi                |
| Herrendoppel | Lin Wei-hsiang Lee Sung-yuan  |
| Damendoppel  | Tsai Hui-min Chen Li-chin     |
| Mixed        | Lin Wei-hsiang Lee Shwu-jiuan |